# Consulta Nacional de Organizações do Suriname na Holanda
A Consulta Nacional de Organizações do Suriname na Holanda (LOSON) e a Organização de Trabalhadores e Empregados do Suriname (SAWO) foram organizações de luta e defesa dos trabalhadores surinameses na Holanda durante as décadas de 1970 e 1980. A primeira organização, a LOSON, foi fundada em 1973. A SAWO tornou-se a sucessora da LOSON em 1985.

## Organização
Todos os ativistas que atuavam nessas organizações eram voluntários com um papel político sério na comunidade surinamesa. O LOSON foi inicialmente liderado por estudantes surinameses progressistas. Durante os primeiros doze anos de sua existência, a LOSON se tornou uma das maiores organizações de trabalhadores surinameses na Holanda.

### Objetivo
O LOSON e o SAWO eram organizações progressistas e democráticas. Essas organizações também eram anti-imperialistas em relação à comunidade empresarial americana e holandesa no Suriname. Seus membros, portanto, apoiaram os movimentos trabalhistas e populares no Suriname pela introdução da democracia, independência do Suriname e progresso social. As atividades do LOSON e do SAWO se espalharam por um amplo campo, incluindo o desenvolvimento da cultura popular do Suriname, trabalho, educação, habitação e saúde.

### Publicações
De junho de 1987 a 1991, a SAWO publicou o boletim de notícias 'Kon Na Wan!' A revista apenas descrevia notícias relacionadas aos interesses e ações da SAWO. Em 1989, a SAWO também publicou um livro sobre Anton de Kom, um dos precursores dos movimentos comunistas e anticolonistas no Suriname.
'Mokro' e 'Mokro dekati' eram periódicos do Partido Comunista do Suriname. Os membros da LOSON e da SAWO contribuíram regularmente para a publicação dessas revistas, entre outras coisas, escrevendo artigos e realizando entrevistas. A primeira edição mensal de 'Mokro' foi publicada em agosto de 1979. A primeira edição da edição diária de 'Mokro dekati' foi publicada em 27 de fevereiro de 1980.

## História
No período anterior ao estabelecimento do LOSON, havia muita agitação no Suriname. Em 1969, uma coalizão do VHP e do PNP chegou ao poder, preparando uma futura independência do Suriname. Muitos jovens surinameses posteriormente partiram para a Holanda para estudar ou trabalhar lá. O governo e os cidadãos que ficaram ficaram muito preocupados com essa fuga de cérebros. Além disso, empresas americanas e holandesas investiram na indústria surinamesa, muitas vezes com consequências negativas para os trabalhadores surinameses.
O resultado desses desenvolvimentos foi que havia muita pobreza e corrupção no Suriname. As tensões entre o governo e o resto do país aumentaram. Em janeiro de 1973, os funcionários alfandegários do Suriname entraram em greve após negociações fracassadas com o Ministério da Fazenda sobre reajustes salariais. A união aduaneira logo foi apoiada por outros sindicatos e organizações de trabalhadores do Suriname. O governo do Suriname não permitiu que a imprensa publicasse nada sobre os protestos. Como resultado, alguns partidos comunistas decidiram publicar seus próprios jornais, como o Suriname Vermelho e o Manifesto.
Durante o oitavo congresso da LOSON, em 12 de junho de 1985, a organização foi transformada em SAWO. De acordo com os ativistas da SAWO, esta foi a resposta da organização à recessão econômica em curso e à incapacidade da elite de resolver os problemas na Holanda. Havia também um novo conselho executivo, o Conselho Central. As organizações associadas à SAWO foram a Bond van Surinamese Vrouwen (BSV) e a juventude da SAWO. O LOSON e o SAWO mantinham bom contato com o Partido Comunista do Suriname. Bram Behr, o fundador do CPS, foi frequentemente indicado como orador durante as manifestações e outras atividades do LOSON.
A organização recebeu o nome de SAWO em homenagem ao movimento de 1932 do sindicalista Louis Doedel.

## Ativismo
O LOSON foi ativo no movimento de posseiros de Amsterdã nos anos 1970 e 1980. No início dos anos 1970, houve grande pânico em várias cidades por causa do grande número de imigrantes surinameses. Uma política informal de dispersão foi discutida em Amsterdã, entre outras, como resultado da qual muitos surinameses não conseguiram uma casa em certos bairros. Muitos dos recém-chegados só podiam ficar em pensões pequenas e antiquadas no centro da cidade.
Os ativistas foram a bairros de Amsterdã, Roterdã, Utrecht e Haia várias vezes por semana para fazer contato com os surinameses. Eles iam aos mercados toda semana e tocavam as campainhas das casas com sobrenomes surinameses nas placas. Trata-se de falar com o maior número de pessoas possível sobre a situação na Holanda e no Suriname; compartilhar com eles seus pontos de vista esquerdistas sobre as causas, motivá-los a lutar por seus direitos e mudanças sociais e incentivá-los a ingressar na organização ou participar de reuniões e ações. Além disso, o movimento organizou atividades infantis, encontros sociais com esportes e jogos e dias em família.
Ativistas do LOSON fizeram um documentário em 1982 sobre a situação de vida nas pensões urbanas chamado 'Onderneming Onderdak'. Ao mesmo tempo, havia muitas vagas no Bijlmermeer. Apartamentos vazios como Gliphoeve foram ocupados em massa por caçadores de casas surinameses. O LOSON organizou manifestações de solidariedade e colaborou com o movimento de posseiros de Amsterdã para preservar as casas. Infelizmente, os problemas sociais no bairro só aumentaram. O LOSON ajudou os habitantes do Bijlmermeer tanto quanto possível, entre outras coisas, fornecendo assistência jurídica, creche, consultas trabalhistas e abrigo para sem-teto. Além disso, o LOSON também organizou atividades culturais, como apresentações de teatro e saídas de classe para crianças.
O LOSON e o SAWO também organizaram manifestações relacionadas a eventos específicos, como as mortes de Ludwig Gorrisson, Ahmed Touzani e Sergio Helstone. Após o Golpe dos Sargentos, o LOSON organizou protestos contra o governo de Dési Bouterse. Comemorações ás vítimas dos assassinatos de dezembro ocorriam regularmente, também porque Bram Behr era uma das quinze vítimas. Na Holanda, o LOSON organizou reuniões memoriais e de protesto imediatamente após os assassinatos. A organização se manifestou contra a ditadura de Bouterse, liderando a acusação e punição dos assassinatos de dezembro. O terror no Suriname e a intimidação na Holanda causaram medo e reticência na comunidade surinamesa, e isso tornou mais difícil para os membros do LOSON realizar ações, mas isso não significava que eles seriam impedidos. Em petições, procissões de tochas, manifestações e reuniões, buscou-se cada vez mais a cooperação com outras forças democráticas e parentes. Os ativistas cuidaram da recepção de ativistas políticos exilados, especialmente da organização de Bram Behr. Além disso, a revista Mokro também foi publicada na Holanda por vários anos.
O LOSON também tratou de outras questões. A organização se manifestou contra, entre outros, o regime do Apartheid na África do Sul, ditaduras na América Latina e a política de Israel sobre a Palestina. As delegações do LOSON participaram de congressos e protestos sobre essas questões, organizados por movimentos de esquerda. Os membros do LOSON se sentiram relacionados a outros grupos marginalizados na Holanda, como trabalhadores convidados turcos e marroquinos, molucanos e outros holandeses que lutavam contra o desemprego e moradia precária ou falta de moradia. Além das ações para a igualdade de tratamento dos surinameses na Holanda, também houve cooperação com ativistas de outras organizações de migrantes e organizações holandesas, por exemplo, contra a Lei de Estrangeiros de 1980.
Após a fusão com a SAWO em 1987, a organização continuou a trabalhar pelos interesses dos surinameses na Holanda. A organização também se ocupou com a memória de Anton de Kom e ajudou com uma petição por sua reparação. Quando um grande desastre aéreo ocorreu no Suriname em 7 de junho de 1989, a SAWO organizou o Comitê de Solidariedade para Parentes em 7 de junho. Em colaboração com a Draver Committee Foundation e com a ajuda de doações, um monumento foi inaugurado em 7 de junho de 1991 em Amsterdã em memória dos 178 que morreram, principalmente surinameses que vivem na Holanda. O artista holandês Guillaume Lo-A-Njoe fez o monumento. O SAWO foi abolido por volta da virada do século.